# باين64
باين64 (بالإنجليزية: PINE64)، هي منظمة يقع مقرها في هونغ كونغ وتختص بتصميم وتصنيع وبيع الحواسيب ذات اللوحات الفردية، والحواسيب المحمولة، والساعات الذكية، والهواتف الذكية. اسم الشركة مستوحى من الثوابت الرياضية π وe، ويشير أيضاً إلى معمارية الحوسبة 64-بت.

## التاريخ
بدأت الشركة في الأصل تحت اسم «شركة باين مايكروسيستمز» في مدينة فريمونت داخل ولاية كاليفورنيا الأمريكية، وقد أسسها تي أل أم، الذي اشتهر بإنتاج سلسلة مشغلات الوسائط صناديق بوب وساعات بوب.
في عام 2015، قدمت باين مايكروسيستمز أول منتج لها، وهو باين أي64 وهو حاسوب ذو لوحة فردية صُمم لمنافسة راسبيري باي من حيث القوة والسعر. تم تمويل هذا المنتج عبر حملة كيك ستارترالتي جمعت أكثر من 1.7 مليون دولار، ولكنها واجهت تأخيرات ومشاكل في الشحن. على الرغم من الإشارة إلى شركة باين64 في صفحة الحملة، إلا أن جميع الأجهزة صُنِعت وبيعت تحت اسم باين مايكروسيستمز.
في يناير 2020، حُلَت شركة باين مايكروسيستمز، وأُسِسَ متجر باين المحدود في هونغ كونغ في ديسمبر 2019. اعتباراً من أواخر عام 2020، تُخضع شروط موقع باين64.كوم جميع الطلبات لقوانين ماليزيا، بينما تُشحن المنتجات من مستودعات في شنتشن، الصين، وهونغ كونغ.

## وصلات خارجية
- الموقع الرسمي